# Grün-Weiß Hamburg
Grün-Weiß Hamburg war ein Sportverein aus Hamburg. Die erste Fußballmannschaft spielte sieben Jahre in der höchsten hamburgischen Amateurliga.

## Geschichte
Der Verein wurde im Frühjahr 1953 als FC Grün-Weiß von 1953 gegründet und stand zunächst nur für Mitarbeiter des Textilhauses Peter Holm, im Volksmund auch Betten-Holm genannt, offen. Da es sich um einen Betriebssportverein handelte verweigerte der Hamburger Fußball-Verband das Aufnahmegesuch. Firmenchef Albert Goetz leitete daraufhin eine Fusion mit Ottensen 07 zu FC Grün-Weiß 07 Hamburg ein. Die Mannschaft setzte daraufhin zu einem sportlichen Höhenflug an.
1954 stieg Grün-Weiß ohne Verlustpunkt in die Verbandsliga auf und wurde auf Anhieb Vizemeister der Germania-Staffel hinter Raspo Elmshorn. Der Aufstieg ins Hamburger Oberhaus gelang 1956. Dort wurde die Mannschaft auf Anhieb Dritter und verpasste nur knapp die Aufstiegsrunde zur Oberliga Nord. Im Jahre 1958 musste Betten-Holm Konkurs anmelden. Nur durch seine erfolgreiche Jugendarbeit konnte sich Grün-Weiß bis 1962 in der Amateurliga Hamburg halten.
1961 sorgte die Mannschaft im Norddeutschen Pokal für Furore, als sie in der zweiten Runde den Oberligisten Hannover 96 mit 3:2 schlugen. In der Saison 1966/67 kehrte die Mannschaft nochmal für ein Jahr ins Hamburger Oberhaus zurück, stiegen als abgeschlagener Tabellenletzter wieder ab und mussten 1969 auch die Verbandsliga nach unten verlassen. Im Jahre 1976 fusionierte Grün-Weiß mit dem Eimsbütteler SV zum Grün-Weiss Eimsbüttel.
Grün-Weiß 07 verfügte Ende der 1950er Jahre auch über eine spielstarke Tischtennisabteilung. Einige Spieler des Vereins, darunter Horst Teller, der spätere Ehemann der Tischtennisnationalspielerin Jutta Kruse, konnten sich für die Hamburger Einzelmeisterschaften qualifizieren. Als 1959 der Großteil der stärkeren Spieler den Verein verließ, Teller wechselte zum Beispiel zu Germania Schnelsen, zerfiel die Abteilung. In den 1950er Jahren bestand auch eine Fechtabteilung, z. B. 1955 an den Hamburger Mannschaftsmeisterschaften im Degen- und Säbelfechten teilnahm.

## Persönlichkeiten
- Bernd Dörfel
- Fritz Laband
- Holger Zippel